# Чичковина
Чичковина је насељено место у саставу општине Мартијанец у Вараждинској жупанији, Хрватска. До територијалне реорганизације у Хрватској налазила се у саставу старе општине Лудбрег.

## Становништво
На попису становништва 2011. године, Чичковина је имала 206 становника.

## Попис1991.
На попису становништва 1991. године, насељено место Чичковина је имало 263 становника, следећег националног састава:
| Попис 1991.‍  | Попис 1991.‍  | Попис 1991.‍ | Попис 1991.‍ | Попис 1991.‍ |
| ------------ | ------------ | ----------- | ----------- | ----------- |
|              |              |             |             |             |
| Хрвати       | Хрвати       |             | 261         | 99,23%      |
| неопредељени | неопредељени |             | 2           | 0,76%       |
| укупно: 263  |              |             |             |             |